# 白馬非馬
白馬非馬（はくばひば）は、古代中国の学説。「白馬は馬にあらず」「白い馬は馬ではない」「白馬非馬説」「白馬非馬論」とも呼ばれる。論理学または詭弁の説。兒説や公孫竜らによって唱えられた。解釈は諸説ある。

## 首唱者

### 兒説
『韓非子』外儲説左上篇によれば、兒説が白馬に乗って関所を通る時、馬には通行税がかけられていたため、役人は税を取ろうとした。しかし、兒説は白馬非馬説を唱えて税を免除されようとしたが、結局役人の方が引かず、税を取られてしまった。

### 公孫竜
公孫竜は名家に属し、兒説より時代はやや遅れる。『公孫竜子』や『列子』仲尼篇には説の詳細が書かれている。
公孫竜は平原君の食客として活躍した。しかし陰陽家の鄒衍が「そんな説など在っても役に立たない」と否定し、平原君も次第に公孫竜を遠ざけてしまった。その後の行方は知れない。

## 論理学者による解釈
20世紀中期の論理学者前原昭二は、〈白馬〉という概念を F、〈馬〉という概念を G で表すと、〈白馬は馬にあらず〉という言葉は以下の (1)～(4) の 4 通りに解釈できると説明した。
| #   | 論理式            | 日本語による解釈             | 説明                             |
| --- | ----------------- | ---------------------------- | -------------------------------- |
| (1) | ∀x(F(x) → ￢G(x)) | Fは必ずGではない             | Fは必ず「Gではない」             |
| (2) | ￢∀x(F(x) → G(x)) | Fは必ずしもGではない         | 「Fは必ずG」ではない             |
| (3) | ∀x(F(x) ⇄ ￢G(x)) | FとはGでないということである | Fとは「Gでない」ということである |
| (4) | ￢∀x(F(x) ⇄ G(x)) | FとGとは異なる概念である     | FとGとは同一概念ではない         |

そして、〈白馬は馬にあらず〉という言葉の解釈を上記の (1)～(4) の 4 通りに限った場合には、正しい命題として理解するには (4) による解釈しかないと解説した。

## 古典学者による解釈
中国古典の専門家の間では、白馬非馬説の解釈について、定説が無い。したがって未解決問題である。日本の学界では、基本的に以下の3パターンの解釈がある。
1. 「白馬」は下位概念（種・個物）、「馬」は上位概念（類・普遍）である。
下位概念と上位概念は異なる。それゆえ白馬は馬ではない。（桑木厳翼らの解釈）[7]
2. 「白馬」は複合概念、「馬」は単一概念である。
複合概念と単一概念は異なる。それゆえ白馬は馬ではない。（浅野裕一らの解釈）[7]
3. 「白（馬）」は色の概念、「馬」は形の概念である。
色の概念と形の概念は異なる。それゆえ白馬は馬ではない。（加地伸行らの解釈）[7]

村山吉廣は、本来は「白馬不同馬」と言うべきだが、遊説の士が人を翻弄したり注目を集めたりするため「白馬非馬」と言ったのだ、と解釈している。

## 後世
『世説新語』文学篇によれば、晋代の謝安は「白馬論」の真意を知りたくて阮裕に質問してみたが、納得できる答えを得られなかった。
明代のマテオ・リッチ『天主実義』でも「白馬」が議論の例に使われており、リッチが白馬非馬説を知っていた可能性がある。